# عزوز الرباعي
عزوز الرباعي ولد في 19 يونيو 1919 في تونس العاصمة وتوفي في 23 يونيو 1993، هو محامي وسياسي تونسي.

## السيرة الذاتية
درس عزوز الرباعي في المدرسة الصادقية، ثم أصبح محاميا بعد تحصله على شهادة في القانون. انضم في شبابه إلى الحزب الحر الدستوري الجديد، وتولى رئاسة الجامعة الدستورية لتونس العاصمة وأحوازها، وكلف بالدعاية والعلاقات مع الصحافة. 

انضم كذلك إلى منظمة الشبيبة المدرسية، وكانت له مساهمة في تأسيس الكشافة الاسلامية وجمعية الشبان المسلمين. مساره الكشفي مكنه من المشاركة في مناهضة الاستعمار الفرنسي لبلاده، وتعرض للسجن والنفي بسبب مشاركته في أحداث 9 أبريل 1938. 

بعد الاستقلال، عين في 15 أبريل 1956 في منصب وكيل دولة للشبيبة والرياضة في بورقيبة الأولى ثم في حكومته الثانية، وذلك حتى 31 ديسمبر 1957. 

انتخب أيضا عضوا في المجلس القومي التأسيسي التونسي بين 8 أبريل 1956 و1 يونيو 1959، ثم شغل عضوية مجلس النواب. 

تحمل عدة مسؤوليات مختلفة في بداية دولة الاستقلال، منها عضوية اللجنة المركزية للحزب الحر الدستوري الجديد وإدارة كل من الشركة التونسية للتوزيع والدار التونسية للنشر، ثم رئاسة الاتحاد التونسي للتضامن الاجتماعي.